# Joanna Nowińska
Joanna Nowińska MS (ur. 17 września 1975 we Wrocławiu) – polska siostra zakonna, doktor habilitowany nauk teologicznych. Wykłada na  Wydziale Teologicznym Uniwersytetu Śląskiego w Katowicach. Zajmuje się egzegezą biblijną, przy czym wiele uwagi poświęca  Apokalipsie Jana.  

## Życiorys
Należy do Zgromadzenia Sióstr Miłosierdzia św. Wincentego a Paulo. W 2001 ukończyła studia na Papieskiej Akademii Teologicznej w Krakowie, tam także obroniła w 2006 pracę doktorską Motyw wojny dobra ze złem w Apokalipsie św. Jana i jego przesłanie teologiczne napisaną pod kierunkiem Stanisława Hałasa. Habilitację uzyskała w 2018 roku na Uniwersytecie Papieskim Jana Pawła II w Krakowie, w oparciu o rozprawę „Co słyszysz poza słowem? Sound design Apokalipsy św. Jana”. 

## Publikacje

### Monografie
- Motyw wojny dobra ze złem w Apokalipsie św. Jana, Vocatio 2006. ISBN 978-83-7492-010-0
- Co słyszysz poza słowem? Sound design Apokalipsy św. Jana, Vocatio 2016. ISBN 978-83-7829-2147-3
- Dekalog, Wydawnictwo SALWATOR, 2021. ISBN 1426-8515

### Artykuły
- Kamienie w fundamentach Nowego Jeruzalem - analiza obrazu Ap 21,19-20, Verbum Vitae : półrocznik biblijno-teologiczny. Nr 31 (2017), s. 189-213.
- Ap 12 jako teologia historii, Pedagogie katolickich zgromadzeń zakonnych. T. 3, Historia i współczesność, 2019, s. 217-247.
- Światło jako obraz odzwierciedlający specyfikę teleologiczną myślenia o świecie i człowieku w Biblii Hebrajskiej, [w:] Światło, Wydawnictwa Uniwersytetu Warszawskiego, 2022.